# Daniel arap Moi
Pour les articles homonymes, voir Moi.
Daniel Toroitich arap Moi /ˈmo.i/, né le 2 septembre 1924 à Sacho (colonie et protectorat du Kenya) et mort le 4 février 2020 à Nairobi (Kenya), est un homme d'État kényan, président de la République du 22 août 1978 au 30 décembre 2002, succédant à Jomo Kenyatta.

## Biographie
Daniel arap Moi est plus connu au Kenya sous le nom swahili de « Nyayo ». Il est né dans le village de Kurieng'wo, dans la vallée du Rift et est élevé par sa mère, Kimoi Chebii, après la mort de son père. Après l'école primaire, il fréquente le Teachers Training College de Tambach, dans le district de Keiyo.
Il travaille comme professeur de 1946 à 1955.
En 1955, il entre en politique puis il est élu membre du Conseil législatif comme représentant de la province de la vallée du Rift. En 1960, avec Ronald Ngala, il crée un parti politique appelé Kenya African Democratic Union (KADU). La même année, il devient ministre de l'éducation dans le gouvernement de pré-indépendance.
Après l'indépendance du Kenya le 12 décembre 1963, Moi décide de dissoudre le KADU qui se fond dans le parti Kenya African National Union (KANU) pour suivre la voie de Jomo Kenyatta. Moi veut défendre les tribus minoritaires (KAMATUSA acronyme pour Kalenjin, Maasaï, Turkana et Samburu).
En 1967, il devient vice-président de Kenyatta. À la mort de ce dernier, le 22 août 1978, Moi lui succède à titre intérimaire avant d'être confirmé dans ses fonctions quelques mois plus tard. Il sera réélu en 1983, 1988, 1992 et 1997.
Son régime est marqué par le durcissement de la répression, l'élimination de toute opposition, des détentions arbitraires, des opposants torturés et la corruption. Un système de parti unique est instauré en 1982, avant d’être aboli dix ans plus tard, sous la pression de l'opinion publique et pour rendre le régime plus acceptable sur le plan international. Son régime s'en prend également aux militants des droits de l’homme, et aux défenseurs de l’environnement, comme l’écrivain Ngugi wa Thiong'o ou la future Prix Nobel de la paix Wangari Maathai.
Les Kényans subissent aussi le chômage et l’inflation, dans une économie lourdement frappée par la corruption. Daniel arap Moi met en place un système de détournements de fonds massifs. Les sociétés fantômes du président Moi et de ses associés ont détourné un milliard de dollars du pays pendant ses vingt-quatre ans au pouvoir.
En 1999, il déclare que l'homosexualité est contre « les enseignements chrétiens et les traditions africaines ».   
En 2002, ne pouvant se représenter, il se retire de la vie politique en transmettant le pouvoir à Mwai Kibaki.